# Länsväg 157
De Zweedse weg 157 (Zweeds: Länsväg 157) is een provinciale weg in de provincie Västra Götalands län in Zweden en is circa 34 kilometer lang. De weg ligt in het zuiden van Zweden.

## Plaatsen langs de weg
- Ulricehamn
- Marbäck
- Gällstad
- Limmared

## Knooppunten
- Riksväg 40 en Riksväg 46 bij Ulricehamn (begin)
- Riksväg 27 bij Limmared (einde)